# Conostylis resinosa
Conostylis resinosa är en enhjärtbladig växtart som beskrevs av Stephen Donald Hopper. Conostylis resinosa ingår i släktet Conostylis och familjen Haemodoraceae. Inga underarter finns listade.